# Dom (religión)
Dom (contracción del latín, Dominus, "señor" o "maestro") es un prefijo honorífico de un nombre propio o apellido.
Es un título tradicionalmente usado por monjes benedictinos y otras órdenes religiosas como los cartujos y algunos canónigos regulares.